# Arthurzinho
José Artur Azevedo Nogueira, conhecido como Arthurzinho (Barretos, 21 de março de 1949) é um cantor brasileiro.

## Biografia
Em dezembro de 1966, foi lançado pela gravadora Continental, o primeiro compacto do cantor e compositor Arthurzinho. Com apenas 17 anos de idade, quando gravou este primeiro single contendo as canções "Na Crista da Onda" no lado A e "Mil Garotas" no lado B. As duas canções alcançaram relativo sucesso junto às rádios, firmando assim, o nome deste novo cantor entre o público jovem.
Em seguida a Continental lançou a coletânea "As 12 Brasas", uma seleção de canções de artistas jovens da casa, incluindo no disco outra canção gravada por Arthurzinho, "Estou Só", composição de Mário Faissal. 
Em 1967, o jovem cantor emplacou grandes sucessos como "Não Toque Este Long-Play", "Prova de Amor" e "Carrossel", porém, somente no ano seguinte, 1968, é que Arthurzinho conseguiu a consagração total, ao gravar o mega-hit-jovem guardista "Roda Gigante". a canção mais tocada no ano, lançada em compacto cujo lado B trazia a belíssima "O Que É Bom Dura Pouco".
Arthurzinho entrou para a lista dos cantores que mais se destacaram no movimento,marcando época e deixando  história.
A partir daí, sua carreira ganhou notoriedade e Arthurzinho tornou-se um dos principais ídolos da Jovem Guarda. Outros sucessos vieram, como "Tempos De criança", "O Carderninho", "Sou Gamado Nela" etc.
Em 2005 e 2006 participou do "Programa do Ratinho", nos especiais "Quarta Maravilhosa", junto a outros grandes artistas também.
No dia 24 de novembro de 2007 Arturzinho apresentou-se na comemoração dos 50 anos da APCD Regional Jaú, na cidade paulista.

## Discos
- Coletânea LP Festa da Juventude

(Na Crista da Onda)
- Coletânea LP As 12 Brasas(1967)

(Estou Só)
- Arthurzinho com Portinho e sua orquestra(Compacto-1967)

(O Caderninho)
(Carrousel)
- Arthurzinho(Compacto-1968)

(Não toque este long play)
(Prova de Amor)
- Arthurzinho(Compacto-1968)

(Roda Gigante)
(O que é bom dura pouco)
- Arthurzinho(LP-1981)

(Ciranda)
(Bons Tempos)
(Graças a Deus)
(Recordando uma canção)